# Münchhausen-Haus (Weimar)

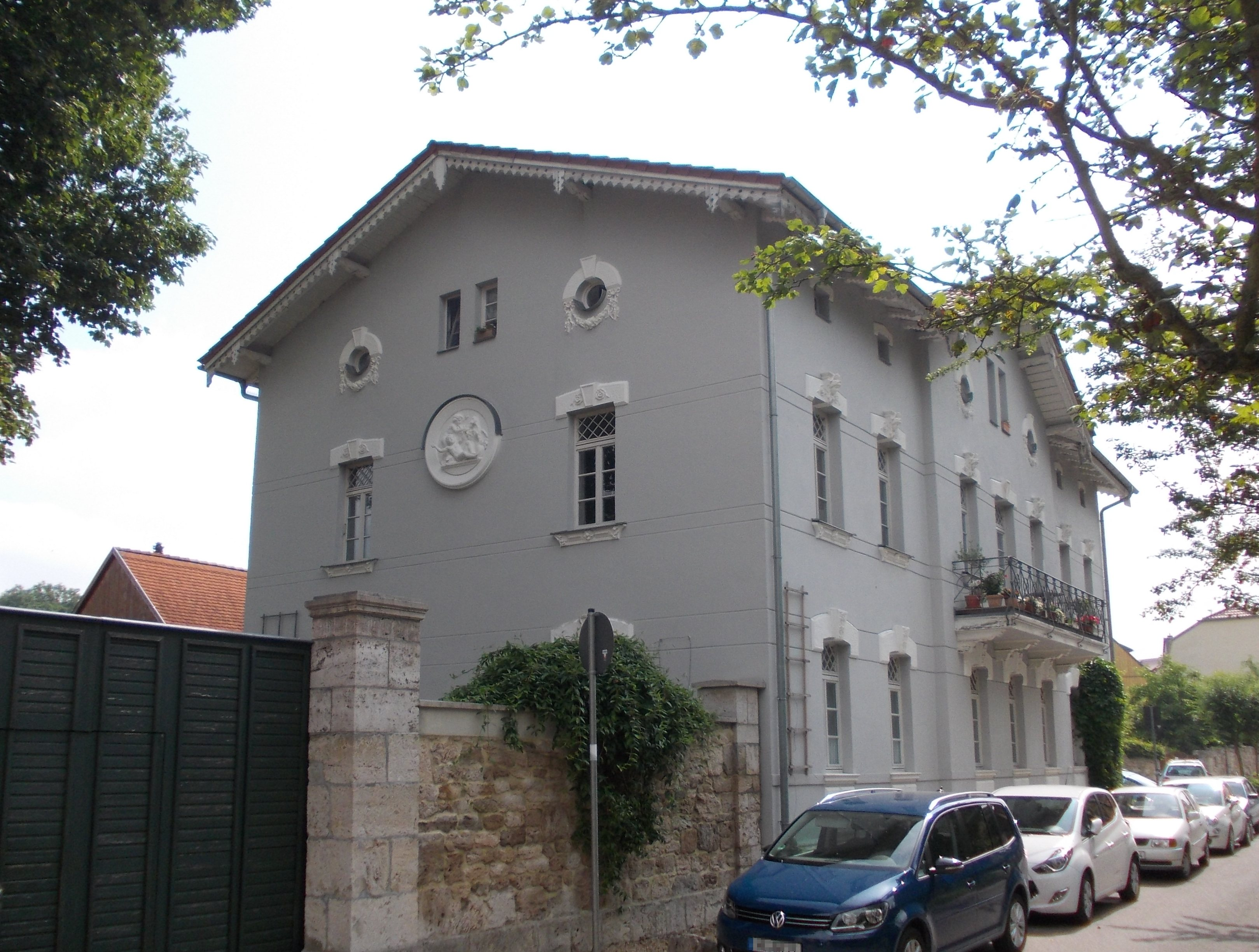
Münchhausen-Haus in Oberweimar

Das sog. Münchhausen-Haus im Weimarer Stadtteil Oberweimar liegt in der Mittelstraße 9 16/Ecke Ilmstraße unweit des Ilmparks gegenüber des Bienenmuseums.
Die Fassaden sind mit reichen Ornamentfeldern geschmückt. Auch die Dachtraufe ist mit holzgeschnitzten Ornamenten reich verziert. Ein Tondo zeigt eine Szene, die nicht eindeutig zuordenbar ist. Als Namensgeber ist vielleicht der kaiserliche Konsul Thankmar von Münchhausen (1835–1909) anzusehen, wahrscheinlicher aber seine Witwe Anna. Wer Bauherr des Hauptgebäudes war ist nicht sicher. Es entstand um 1850. Bauherrin des Nebengebäudes war seine Witwe Anna Freifrau von Münchhausen, geb. von Keudell (1853–1942), die mit ihrem Sohn Thankmar von Münchhausen1922 nach Weimar gekommen war. Sie ließ 1926/1927 das Nebengebäude zum Wohnhaus mit Mietwohnungen umbauen. Finanzielle Gründe waren hierfür ausschlaggebend. Dieses Nebengebäude ist durch seinen Bewohner Wilhelm Wagenfeld bekannt. Es ist das Wilhelm-Wagenfeld-Haus. Das Hauptgebäude bedient sich einer klassizistischen Formensprache in der Art des Biedermeier. Der streng symmetrisch gegliederte Bau mit dreieckigem Dachgiebel und Balkon an der Längsseite wird u. a. als Bürogebäude genutzt. Zeitweilig war hier die Grundschule Oberweimar untergebracht. Das Gebäude war ein Treffpunkt von Künstlern.
Das Münchhausen-Haus in Oberweimar steht auf der Liste der Kulturdenkmale in Weimar (Ortsteile).
Koordinaten: 50° 57′ 58″ N, 11° 20′ 35,9″ O